# Directoraat-generaal voor Werkgelegenheid, Sociale Zaken en Inclusie
Het Directoraat-generaal voor Werkgelegenheid, Sociale Zaken en Inclusie is een directoraat-generaal van de Europese Commissie. Het directoraat-generaal heeft als belangrijkste taak om een bijdrage te leveren aan de ontwikkeling van een modern, innovatief en langdurig Europees sociaal model. Dit sociale model moest meer en betere banen stimuleren en daarbij moet rekening worden gehouden met minderheidsgroepen en moeten de gelijke kansen voor man en vrouw worden nageleefd. Het directoraat-generaal was de drijvende kracht achter het Europese Jaar voor Gelijke Kansen voor Iedereen in 2007. 
Het directoraat-generaal werkt voornamelijk met het Europees Sociaal Fonds (ESF). Ieder jaar helpt het ESF ongeveer 15 miljoen mensen aan een nieuwe baan binnen de Unie. Het beleid van het fonds wordt bepaald door een samenwerking tussen de Europese Raad, Europees Parlement en de Europese Commissie. In de Commissie-Juncker staat het directoraat-generaal onder supervisie van Europees commissaris Nicolas Schmit. 

## Europa 2020 project
In 2014 werd het Europa 2020 project gelanceerd. Het directoraat-generaal heeft vijf ambitieuze doelen opgesteld:
- Werkgelegenheid
- Innovatie
- Onderwijs
- Bevordering van het klimaat en energie
- Inclusie in de samenleving

## Andere projecten

### Garantie van sociale zekerheid binnen de EU
De lidstaten hebben hun eigen stelsels voor sociale zekerheid. De Europese Unie kent hiervoor nog geen gemeenschappelijk beleid. De lidstaten mogen vrij beslissen welke uitkeringen men verstrekt, wie er aanspraak op mag maken en onder welke voorwaarden. Het directoraat-generaal heeft echter enkele basisregels opgesteld om de rechten van EU-burgers op het gebied van sociale zekerheid te beschermen wanneer men zich binnen de EU verplaatst. Deze regels hebben ook betrekking op niet-lidstaten Noorwegen, IJsland, Liechtenstein en Zwitserland
De regelgeving kent vier hoofdbeginselen:
- Een individu valt onder de wetgeving van één lidstaat en betaald dus slechts premies en bijdragen aan de overheid van één land. De sociale zekerheidsinstanties van de lidstaat waar u woont, bepaalt uw premies en bijdragen.
- Een individu heeft dezelfde rechten en plichten als de onderdanen van het land waar u verzekerd bent. Dit wordt gegarandeerd via het beginsel van gelijke behandeling.
- Als een individu aanspraak maakt op een uitkering, wordt er indien nodig rekening gehouden met voorgaande periodes waarin u verzekert was in andere lidstaten.
- Een individu kan ook aanspraak maken op een uitkering van een land, wanneer hij doorgaans in een ander land woont. Dit recht wordt hem verschaft wanneer de individu premies en bijdragen heeft afgedragen aan de desbetreffende lidstaat. (het beginsel van exporteerbaarheid).

### Vrij verkeer van personen
Artikel 45 van het Verdrag betreffende de werking van de Europese Unie (VWEU) garandeert het vrije verkeer van werknemers. Alle inwoners van de Europese Unie hebben het recht om:
- Werk te zoeken in een andere lidstaat van de EU;
- Zonder een werkvergunning te mogen werken in de lidstaat waar het bedrijf is gevestigd;
- Zonder een verblijfsvergunning te mogen wonen in de lidstaat, ook als men niet langer werkzaam is.
- Dezelfde behandeling af te dwingen als de burgers van de lidstaat op het gebied van werk, arbeidsomstandigheden en andere sociale en fiscale voordelen.

## Voormalige Europees commissarissen
- Lionelli Levi Sandri (1967-1970, Italië)
- Albert Coppé (1970-1973, België)
- Patrick Hillery (1973-1977, Ierland)
- Henk Vredeling (1977-1981, Nederland)
- Ivor Richard (1981-1985, Verenigd Koninkrijk)
- Peter Sutherland (1985-1989, Ierland)
- Vasso Papandreou (1989-1992, Griekenland)
- Pádraig Flynn (1992-1999, Ierland)
- Anna Diamantopoulou (1999-2004, Griekenland)
- Vladimír Špidla (2004-2010, Tsjechië)
- László Andor (2010-2014, Hongarije)
- Marianne Thyssen (2014-2019, België)
- Nicolas Schmit (2019-, Luxemburg)